# Gloine (Wüstung)

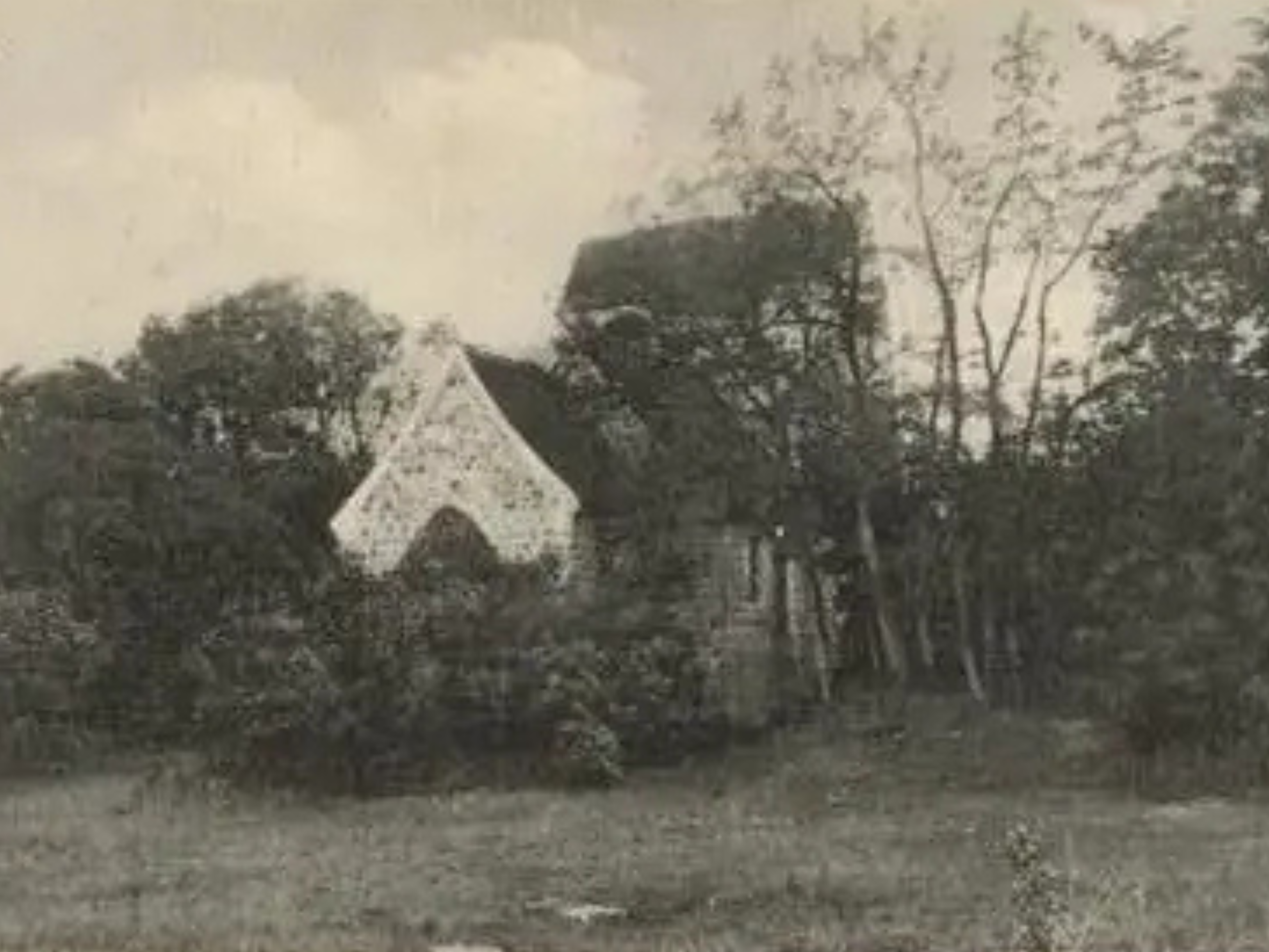
Kirche Gloine (1931)

Gloine war ein Dorf auf dem heutigen Gelände vom Truppenübungsplatz Altengrabow.

## Geographie

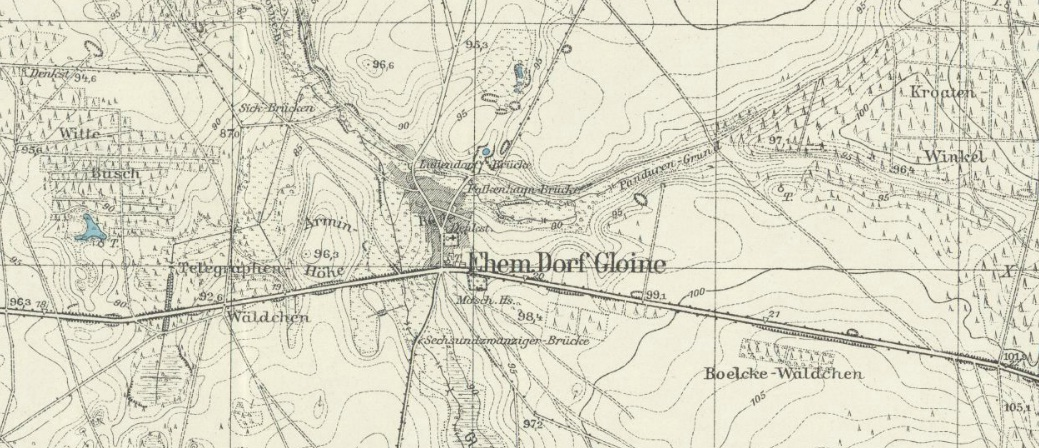
Gloine auf dem Messtischblatt von 1927

Die Wüstung liegt etwa vier Kilometer südsüdostwärts von der heutigen Kommandantur des Truppenübungsplatzes, unweit der Quelle des Gloiner Baches an der damaligen Straße von Lübars nach Hohenlobesse. Der Zimmermannsteich ist das erste künstliche Staugewässer in das dieser Bach fließt und dieses wiederum liegt etwa 2,5 Kilometer nordnordwestlich des ehemaligen Dorfes.
Der Ort gehört zur westlichen Fläminghochfläche, einer Heide- bzw. magerrasenreichen Waldlandschaft des norddeutschen Tieflandes.

## Geschichte
Um 1187 wird der Ort in einer Urkunde des Bischofs Baldram von Brandenburg erstmals mit dem wendischen Namen Dulgeziz bzw. dem deutschen Gloyna als Besitz des Klosters Leitzkau bestätigt. Wenig später, am 20. Februar 1189, erfolgte durch Papst Clemens III. eine weitere Erwähnung des alten slawischen Bauerndorfes in gleichem Zusammenhang.
Zwischenzeitlich muss das Dorf 200 Jahre lang eine Wüstung gewesen sein, dann jedoch entstand 1450 im Ort eine Kirche.
Im Jahr 1847 wurde Gloine im „Topographisch-statistischen Handbuch des Preussischen Staats“ gelistet. Das Pfarrdorf verfügte über eine evangelische Kirche und zwei Wassermühlen sowie 35 Häuser und 260 Seelen.
Am 23. März 1894 wurde die Entscheidung über die Errichtung eines Schießplatzes, er wurde Schießplatz Gloine genannt, im heutigen Bereich des Truppenübungsplatzes Altengrabow getroffen. Das Dorf Gloine wurde am 10. Mai 1894 angekauft und Teil des Schießplatzes und die Einwohner wurden ausgesiedelt.

## Sagen und Lieder
Das folgende Lied entstand während der Besuche des letzten deutschen Kaisers Wilhelm II. zu den jährlichen Kaisertagen.
Altengrabow, tief im Sande, scheint die Sonne glühend heiß!

Wo so manchem jungen Krieger, von der Stirne rann der Schweiß.

Des Morgens in der Frühe geht es schon bergauf - bergab.

Und es ruft der strenge Hauptmann: “Marschrichtung Gloinebach!”

Gloine selbst ist längst zerschossen; traurig steh’n noch Reste da.

Und das Kirchlein mit dem Kreuze steht noch zur Erinn’rung da.

Dort in Gloine, die alte Mühle, wo so manches Korn gemahl’n,

Wo so mancher junger Krieger oft hat seinen ersten Schuss getan.

Und von Gloine bis nach Klitsche und von dort nach Briesenthal,

Mussten wir mit gepackten Affen Laufschritt machen manches mal.

Und des Mittags in der Küche hat man auch an uns gedacht,

Denn es wurde uns zur Stärkung Dörrgemüse zurechtgemacht.
Auf einer alten Postkarte findet sich folgendes Gedicht, welches auf einer hölzernen Stalltür nahe der Kirche geschrieben stand.
Der Spuk von Gloine
Hier ist die richtige Stelle,

Wo´s wirklich spuken tut,

Da drüben die alte Kapelle,

Wo mancher Sünder ruht.

Des Nachtens um die Geisterstund,

Da stehn sie alle auf,

Und rufen wie aus einem Mund,

Nu' aber aus "Gloine" raus!